# Jurgita Kaušaitė
Jurgita Kausaite, född 30 november 1970 i Šiauliai i Litauiska är en före detta basketspelare och blev i september 2015 förbundskapten för Sveriges damlandslag. En position hon sparkades från redan ett halvår senare .
Kausaite vann som spelare EM-guld med Litauen 1997 och ledde så småningom Solna Vikings till flera SM-guld innan hon blev tränare för Solnas damlag.